# Лоренцо Сквіцці
Лоренцо Сквіцці (італ. Lorenzo Squizzi, нар. 20 червня 1974, Домодоссола) — італійський футболіст, що грав на позиції воротаря за низку італійських клубних команд.
По завершенні ігрової кар'єри — тренер.

## Ігрова кар'єра
Народився 20 червня 1974 року в Домодоссолі. У 17-річному віці приєднався клубної структири «Ювентуса», ставши воротарем молодіжної команди. Паралельно включався до заявки головної команди туринців, в якій мав статус третього голкіпера після Анджело Перуцці та Мікеланджело Рампулли. У сезоні 1994/95 став співавтором «золотого дубля» «Ювентуса», який виграв і чемпіонат, і Кубок Італії. Якщо внесок юного воротаря у перемогу в чемпіонат був символічним (його випустили на заміну на останні хвилини гри останнього туру, яка вже нічого не вирішувала), то до здобуття Кубка він мав безпосереднє відношення — у середині другого тайму першої гри Фіналу змагання Рампулла, який розпочинав матч, травмувався, і протягом останніх 20 хвилин ворота туринців захищав 20-річний Сквіцці, залишивши їх недоторканими.
Попри це перспективи молодого воротаря в основній команді «Ювентуса» були примарними, і влітку того ж 1995 року він її залишив. Відігравши по сезону у третьолігових СПАЛ та «Атлетіко Катанія», отримав запрошення приєднатися до представника Серії B «Луккезе-Лібертас», де був протягом двох років основним воротарем.
Згодом сезон 1999/2000  провів у «Салернітані», після чого протягом першої половини 2000-х захищав кольори «Реджяни», «Монци», «Чезени», «Катанії» та «Перуджі» на рівні другого, рідше третього, італійських дивізіонів.
До елітної Серії A Сквіцці повернувся лише у сезоні 2005/06, приєднавшись до лав «К'єво», де отримав статус другого воротаря, резервиста Альберто Фонтани. Загалом провів у цьому веронському клубі дев'ять заключних років своєї ігрової кар'єри, майже увесь цей час як резервний голкіпер, за виключенням сезону 2007/08, який «К'єво» проводив у другому дивізіоні.

## Кар'єра тренера
Завершивши ігрову кар'єру, залишився у «К'єво», ставши 2014 року тренером воротарів.
У подальшому обіймав аналогічні посади у тренерських штабах «Клівенсе», «Віченцу», «Кальярі» та «Кремонезе».

## Титули і досягнення
- Чемпіон Італії (1):

«Ювентус»: 1994-1995
- Володар Кубка Італії (1):

«Ювентус»: 1994-1995